# Iderín gol
Iderín gol (mongolsky Идэрийн гол) je řeka na severu Mongolska, v Zavchanském a Chövsgölském ajmagu. Je 452 km dlouhá. Povodí má rozlohu 24 555 km².

## Průběh toku
Pramení na severních svazích pohoří Changaj a protéká převážně v široké stepní dolině mezi jejich výběžky. Soutokem s Delger mörönem vytváří řeku Selengu.

## Vodní stav
Zdrojem vody jsou převážně dešťové srážky. Vodnost řeky stoupá mírně na jaře a v létě dochází k povodním. Od listopadu do března hladina klesá. Průměrný roční průtok vody na dolním toku činí 57 m³/s. Zamrzá v listopadu a rozmrzá v dubnu.

## Využití
Vodní doprava není možná. Přes řeku vedou dva mosty dřevěný v Džargalantu a betonový v Galtu.